# Шовињи
Шовињи (фр. Chauvigny) насеље је и општина у западној Француској у региону Поату-Шарант, у департману Вијена која припада префектури Монморијон.
По подацима из 2011. године у општини је живело 6838 становника, а густина насељености је износила 71,36 становника/km². Општина се простире на површини од 95,82 km². Налази се на средњој надморској висини од m метара (максималној 149 m, а минималној 61 m).

## Демографија
| 1962. | 1968. | 1975. | 1982. | 1990. | 1999. | 2011. |
| ----- | ----- | ----- | ----- | ----- | ----- | ----- |
| 6.540 | 6.653 | 6.686 | 6.565 | 6.658 | 7.025 | 6.838 |

График промене броја становника у току последњих година